# Das Schwarze Einmaleins
Das schwarze Einmaleins ist das dreizehnte Album von Saltatio Mortis und das siebte, auf welchem sie Mittelalter-Rock spielen. Es wurde am 16. August 2013 veröffentlicht und stieg auf Platz 1 der Deutschen Album-Charts ein.

## Artwork
Das Booklet des Albums und der Single Wachstum Über Alles wurde vom britischen Comiczeichner Matt Dixon erstellt.

## Rezeption
Das schwarze Einmaleins wurde in der Fachpresse durchweg positiv und als würdige Fortsetzung von Sturm aufs Paradies aufgenommen.

„Ohne die Genregrenzen zu atomisieren fegt die Scheibe als frischer Wind durch die Szene. Saltatio Mortis hätten mit dieser Platte genau jenen Erfolg verdient, den die Altmeister  In Extremo seit Jahren genießen. Wenn solche Musik der typische Totentanz sein soll, darf man sich getrost aufs eigene Dasein als Zombie freuen.“

„Auch wenn "Das schwarze Einmaleins" bei den ersten Durchläufen nicht sofort zünden sollte - man muss die Platte einfach wirken lassen. Möglich, dass "Aus der Asche", "Wer Wind saet" und "Sturm aufs Paradies" insgesamt eingängiger waren, "Das schwarze Einmaleins" ist jedoch ein würdiger Nachfolger und die fleißigen Spielleute zeigen keinerlei Ermüdungserscheinungen.“

## Single-Auskopplung
Am 12. Juli 2013 wurde vorab die Single Wachstum Über Alles veröffentlicht. Neben der Albumversion dieses Titels sind auf der Single zusätzlich Interpretationen des Songs von Omnia, Subway to Sally und Das Niveau enthalten. Außerdem enthält die Single den Song Lebensweg, der nicht auf dem Album zu finden ist, und darüber hinaus eine klassisch anmutende Pianoversion des Titeltracks.

## Trivia
- Nachdem bereits die letzten drei Vorgängeralben Sturm aufs Paradies, Aus der Asche und Wer Wind sæt mit jeweils neuer Besetzung eingespielt wurden, gab es auch in diesem Album eine Änderung im Line-up. So wirkte nun Till Promill, welcher seit November 2012 Mitglied der Band ist, als Gitarrist mit.
- Bei dem Text zu My Bonnie Mary handelt es sich um ein Gedicht des schottischen Dichters Robert Burns.
- Die Galgenballade adaptiert einen Text des spätmittelalterlichen französischen Dichters François Villon.
- Der Titel Randnotiz stellt eine Vertonung des bekannten mittelhochdeutschen Liebesgedichtes Dû bist mîn, ich bin dîn dar, an der die schwedische Musikerin Emma Härdelin als Gastsängerin mitwirkt.
- Der Titel Sandmann stellt eine Bearbeitung des 1816 veröffentlichten Schauerromans Der Sandmann von E.T.A. Hoffmann dar.
- Das Album erschien in insgesamt sieben Editionen, welche jeweils verschiedene Zusätze bieten und neben Neuinterpretationen unter anderem auch DVDs mit Bonusmaterial enthalten.

## Titelliste
1. Früher war alles besser – 3:57
2. Wachstum über alles – 3:41
3. Krieg kennt keine Sieger – 3:47
4. Der Kuss – 3:30
5. My Bonnie Mary – 3:23
6. Sandmann – 4:11
7. Satans Fall – 3:58
8. Idol – 4:25
9. IX – 4:13
10. Galgenballade – 4:10
11. Abrakadabra – 4:33
12. Nur ein Traum – 3:27
13. Randnotiz – 2:47
14. Schloss Duwisib (Bonustrack) – 3:20